# Prunella bicolor
Prunella bicolor là một loài thực vật có hoa trong họ Hoa môi. Loài này được Beck miêu tả khoa học đầu tiên năm 1883.